# Монтегю-Стюарт-Уортли-Маккензи, Эдвард, 1-й граф Уорнклифф
Эдвард Монтегю Стюарт Гренвиль Монтегю-Стюарт-Уортли-Маккензи, 1-й граф Уорнклифф (англ. Edward Montagu Stuart Granville Montagu-Stuart-Wortley-Mackenzie, 1st Earl of Wharncliffe; 15 декабря 1827 — 13 мая 1899) — британский пэр и руководитель железной дороги.

## Ранняя жизнь
Родился 15 декабря 1827 года. Член линии семьи Стюартов, возглавляемой маркизом Бьютом. Старший сын Джона Стюарта-Уортли-Маккензи, 2-го барона Уорнклиффа (1801—1855), и его жены, леди Джорджианы Элизабет (1804—1844), дочери Дадли Райдера, 1-го графа Харроуби. Получил образование в Итонском колледже.

## Карьера
Он сменил своего отца на посту 3-го барона Уорнклиффа 22 октября 1855 года. Он был председателем железной дороги Манчестера, Шеффилда и Линкольншира, которая под его руководством стала Великой центральной железной дорогой. 15 января 1876 года он был назначен виконтом Карлтоном из Карлтона в Западном райдинге в графстве Йоркшир и графом Уорнклифом в Западном райдинге графства Йоркшир (с правом наследования для его младшего брата, достопочтенного Фрэнсиса Дадли Стюарта-Уортли-Маккензи. В 1880 году по королевской лицензии он принял дополнительную фамилию Монтегю.

## Личная жизнь
4 июля 1855 года лорд Уорнклифф женился на леди Сьюзен Шарлотте Ласеллес (1834 — 18 мая 1927), дочери Генри Ласеллеса, 3-го графа Хэрвуда, и леди Луизы Тинн. Детей у них не было.
Лорд Уорнклифф умер в мае 1899 года в возрасте 71 года, и ему наследовал (в виконтстве и графстве согласно особому остатку) его племянник Фрэнсис Монтегю-Стюарт-Уортли-Маккензи. Графиня Уорнклифф умерла в мае 1927 года.